# Antiplanes catalinae
Antiplanes catalinae is een slakkensoort uit de familie van de Pseudomelatomidae. De wetenschappelijke naam van de soort is voor het eerst geldig gepubliceerd in 1904 door Raymond.